# Coupe des clubs champions européens de futsal 1997-1998
Navigation
1996-1997 1998-1999
La Coupe des champions de futsal 1997-1998 est la douzième édition de la Coupe des clubs champions européens de futsal. Le tournoi a lieu du 6 au 12 avril 1998 à Talavera de la Reina et voit six clubs participer.
L'événement continental voit la victoire des hôtes du CLM Talavera, pour leur première participation, qui battent les champions en titre MFK Dina Moskva aux tirs au but. Il s'agit de la deuxième finale consécutive devant utiliser les tirs au but. Talavera rapporte le trophées à l'Espagne pour première fois depuis la victoire de Marsanz en 1994. Disputant leur troisième édition consécutive et sacrés en 1996, les Italiens du BNL Calcetto sont éliminés en demi-finale par le Dina Moscou dans une redite des deux dernières finales.
L'attaquant russe Konstantin Eremenko est de nouveau sacré meilleur buteur pour la quatrième édition consécutive, cette fois ex-aequo avec l'espagnol Joan.

## Organisation

### Format
Le format est identique à l'édition précédente, à l'exception de l'absence de match pour la troisième place. Il comprend toujours six équipes invitées qui s'affrontent d'abord dans une phase de groupes en tournoi toutes rondes. Les deux premiers de chacune des deux poules, s'affrontent en demi-finale croisées.

### Clubs participants
Six champions nationaux sont invités à la compétition.
| Équipe             | Qualification,                 | Nbr participation | Dernière participation | Meilleur résultat   |
| ------------------ | ------------------------------ | ----------------- | ---------------------- | ------------------- |
| MFK Dina Moscou T  | Champion de Russie             | 5e                | 1996-97                | vainqueur (1996-97) |
| BNL Calcetto       | Champion d'Italie 1996-97,     | 3e                | 1996-97                | vainqueur (1995-96) |
| ZVK Ford Genk      | Champion de Belgique           | 2e                | 1987-88                | vainqueur (1987-88) |
| CLM Talavera       | Champion d'Espagne 1996-97     | 1re               | -                      | -                   |
| FC Mikeska Ostrava | Champion de République tchèque | 1re               | -                      | -                   |
| MNK Split 1700     | Champion de Croatie            | 1re               | -                      | -                   |

## Compétition

### Phase de groupes

#### Groupe A
| Rang | Équipe       | Pts | J | G | N | P | Bp | Bc | Diff |
| ---- | ------------ | --- | - | - | - | - | -- | -- | ---- |
| 1    | CLM Talavera | 6   | 2 | 2 | 0 | 0 | 13 | 1  | +12  |
| 2    | BNL Calcetto | 3   | 2 | 1 | 0 | 1 | 3  | 8  | -5   |
| 3    | FC Mikeska   | 0   | 2 | 0 | 0 | 2 | 2  | 9  | -7   |

| 7 avril 1998 | CLM Talavera                                                                | 6 – 1   | Mikeska Ostrava |                              |                              |
| 20:30        | Alexandre 11e 14e · Lolo 17e · Francis 26e · Garcia Sanjuan 29e · Vidal 33e | (3 – 0) | 26e Trojan      | Arbitrage : Vescio - Celikov | Arbitrage : Vescio - Celikov |

| 8 avril 1998 | BNL Calcetto                        | 3 – 1   | Mikeska Ostrava |                              |                              |
| 20:30        | Riscino 2e · Sluka 2e · Rondoni 28e | (2 – 1) | 10e Mannino     | Arbitrage : Torres - Selikov | Arbitrage : Torres - Selikov |

| 9 avril 1998 | CLM Talavera                                                                   | 7 – 0   | BNL Calcetto |                             |                             |
| 18:30        | Carlos Sanchez 5e · Joan 13e 23e 30e · Francis 21e · Alexandre 30e · Vidal 32e | (2 – 0) |              | Arbitrage : Selikov et Lobo | Arbitrage : Selikov et Lobo |

#### Groupe B
| Rang | Équipe            | Pts | J | G | N | P | Bp | Bc | Diff |
| ---- | ----------------- | --- | - | - | - | - | -- | -- | ---- |
| 1    | MFK Dina Moscou T | 6   | 2 | 2 | 0 | 0 | 15 | 5  | +10  |
| 2    | MNK Split 1700    | 3   | 2 | 1 | 0 | 1 | 12 | 11 | +1   |
| 3    | ZVK Ford Genk     | 0   | 2 | 0 | 0 | 2 | 3  | 14 | -11  |

| 7 avril 1998 | Dina Moscow                                                  | 7 – 0   | ZVK Ford Genk |                             |                             |
| 18:30        | Gorin 7e 34e · Eremenko 11e 39e · Alekberov 19e · Abrnov 39e | (3 – 0) |               | Arbitrage : Comes et Blanco | Arbitrage : Comes et Blanco |

| 8 avril 1998 | MNK Split 1700                                                                    | 7 – 3   | ZVK Ford Genk                  |                          |                          |
| 18:30        | Bloemen 6e · Blazevic 8e 18e · Vladimir 10e · Kovac 11e · Silic 19e · Delpont 34e | (6 – 2) | 7e Malvasija · 10e 32e Claesen | Arbitrage : Galán - Lobo | Arbitrage : Galán - Lobo |

| 9 avril 1998 | Dina Moscow                                               | 8 – 5   | MNK Split 1700                     |                             |                             |
| 16:30        | Tkatchuk 8e 19e 37e · Bely 16e · Eremenko 17e 18e 33e 38e | (5 – 3) | 1re 3e 20e 35e Delpont · 11e Silic | Arbitrage : Comes et Blanco | Arbitrage : Comes et Blanco |

### Phase finale

#### Tableau
|  | Demi-finales           | Demi-finales      |              |         | Finale        | Finale        |
|  | Demi-finales           | Demi-finales      |              |         | Finale        | Finale        |
|  |                        |                   |              |         |               |               |
|  | 11 avril 1998          | 11 avril 1998     |              |         | 11 avril 1998 | 11 avril 1998 |
|  | 11 avril 1998          | 11 avril 1998     |              |         | 11 avril 1998 | 11 avril 1998 |
|  | A1 - CLM Talavera      | 11                |              |         | 11 avril 1998 | 11 avril 1998 |
|  | A1 - CLM Talavera      | 11                |              |         | 11 avril 1998 | 11 avril 1998 |
|  | B2 - MNK Split 1700    | 2                 |              |         | 11 avril 1998 | 11 avril 1998 |
|  | B2 - MNK Split 1700    | 2                 | CLM Talavera | 3 tab 5 |               |               |
|  |                        |                   | CLM Talavera | 3 tab 5 |               |               |
|  |                        | MFK Dina Moscou T | 3 tab 4      |         |               |               |
|  | B1 - MFK Dina Moscou T | MFK Dina Moscou T | 3 tab 4      | 4       |               |               |
|  | B1 - MFK Dina Moscou T |                   |              | 4       |               |               |
|  | A2 - BNL Calcetto      | 2                 |              |         |               |               |
|  | A2 - BNL Calcetto      | 2                 |              |         |               |               |

#### Demi-finales
| 11 avril 1998 | CLM Talavera                                                                                             | 11 – 2 | MNK Split 1700           |                             |                             |
| 13h00         | Joan 1re 5e 11e 17e 24e 27e · Carlos Sanchez 4e · Lorente 8e · Francis 31e · Li 35e · Garcia Sanjuan 40e |        | 21e Kovac · 39e Blazevic | Arbitrage : Comes et Blanco | Arbitrage : Comes et Blanco |

| 11 avril 1998 | Dina Moscow                               | 4 – 2 | BNL Calcetto    |                             |                             |
| 18h00         | Eremenko 2e 77e · Bely 27e · Chugunov 34e |       | 10e 35e Riscino | Arbitrage : Galán et Blanco | Arbitrage : Galán et Blanco |

#### Finale
La finale se joue devant 4 000 spectateurs et CLM Talavera l'emporte au terme de la séance de tirs au but contre le Dina Moscou.
| 12 avril 1998 | CLM Talavera                                            | 3 – 3             | MFK Dina Moscou T                                               | Pabellon Municipal 1° de Mayo, Talavera de la Reina           |                                                               |
| 16h00         | Carlos Sanchez 1re · Vidal 8e 18e                       | (3 – 1)           | 14e Gorin · 26e Verizshnikov · 27e Bely                         | Spectateurs : 4 000 Vidéo du match Arbitrage : Vescio et Lobo | Spectateurs : 4 000 Vidéo du match Arbitrage : Vescio et Lobo |
| 16h00         | rapport                                                 |                   |                                                                 | Spectateurs : 4 000 Vidéo du match Arbitrage : Vescio et Lobo | Spectateurs : 4 000 Vidéo du match Arbitrage : Vescio et Lobo |
| 16h00         | Javier Lorente · Alexandre · Lé · Joan · Carlos Sánchez | Tirs au but 5 – 4 | Gorin (it) · Alekberov (it) · Verižnikov (it) · Bely · Erëmenko | Spectateurs : 4 000 Vidéo du match Arbitrage : Vescio et Lobo | Spectateurs : 4 000 Vidéo du match Arbitrage : Vescio et Lobo |

## Statistiques et récompenses
73 buts sont inscrits durant la compétition, soit une moyenne de 8,1 par match.
L'espagnol Javier Lorente, sacré avec le CLM Talavera, est élu meilleur joueur du tournoi,,.
| #                  | Buts | Lauréat             | Club            |
| ------------------ | ---- | ------------------- | --------------- |
| Médaille d'or      | 9    | Konstantin Eremenko | MFK Dina Moscou |
| Médaille d'or      | 9    | Joan                | CLM Talavera    |
| Médaille de bronze | 5    | Delpont             | Split 1700      |
| 4                  | 4    | Vidal               | CLM Talavera    |
| 5                  | 3    | Tkatchuk            | MFK Dina Moscou |
| 5                  | 3    | Dmitrij Gorin (it)  | MFK Dina Moscou |
| 5                  | 3    | Arckady Bely        | MFK Dina Moscou |
| 5                  | 3    | Alexandre           | CLM Talavera    |
| 5                  | 3    | Francis             | CLM Talavera    |
| 5                  | 3    | Carlos Sanchez      | CLM Talavera    |
| 5                  | 3    | Blazevic            | Split 1700      |
| 5                  | 3    | Riscino (it)        | BNL Calcetto    |